# 土曜日 (週刊紙)

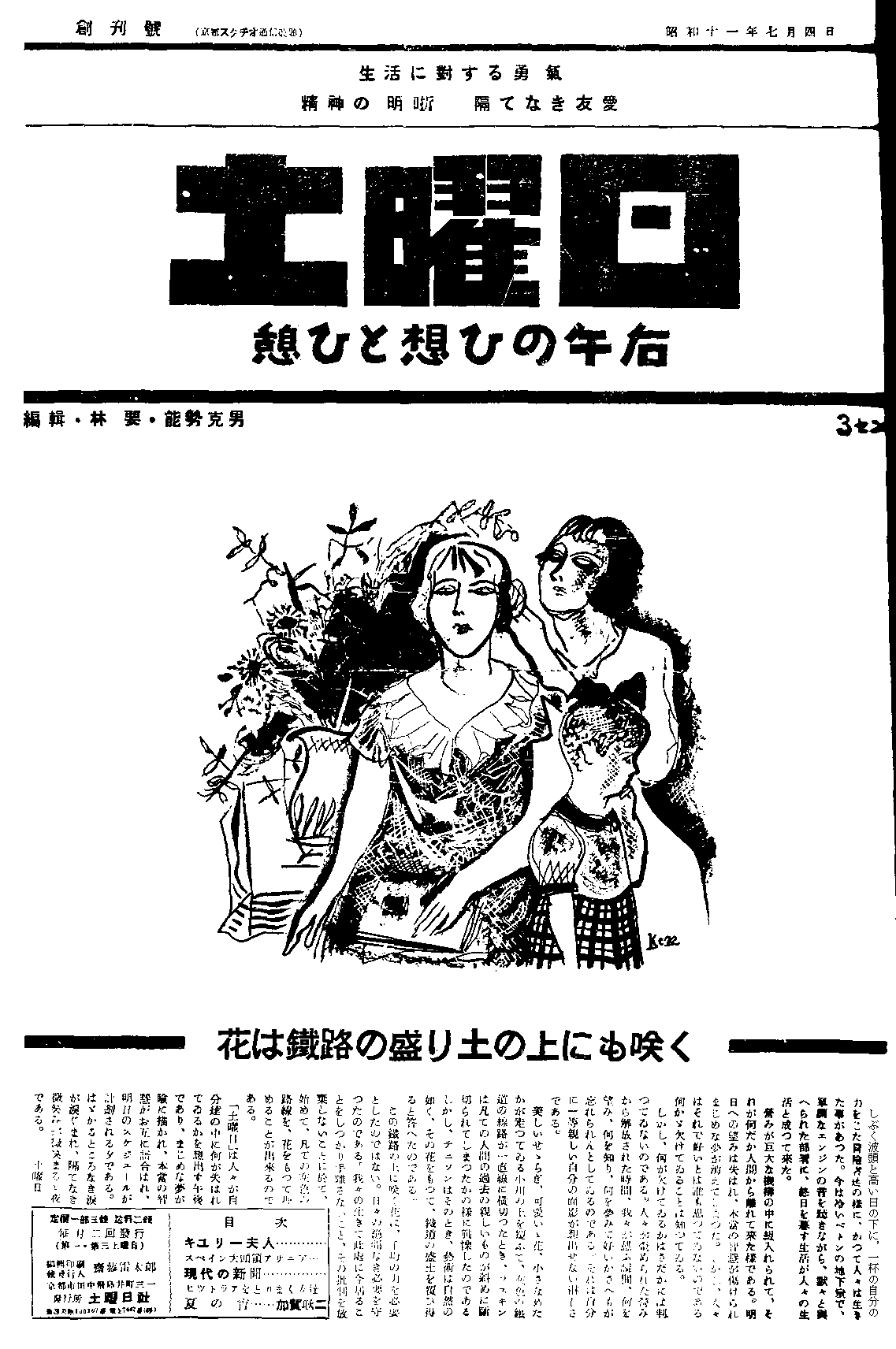
土曜日創刊号1936年7月4日

『土曜日』（どようび）は、1936年（昭和11年）7月から翌1937年（昭和12年）11月まで刊行された日本の隔週新聞である。

## 概要
判型はタブロイド判で、全6頁。価格は一部3銭（当時）であった。表紙には「生活に対する勇気」「精神の明晰」「隔てなき友愛」のスローガン、挿画（洋画家伊谷賢蔵・三雲祥之助らによる）が掲げられ、その下に中井正一・能勢克男による散文詩風の巻頭言が添えられた。

## 沿革
滝川事件後、反ファシズム文化運動のメディアとして雑誌『世界文化』（1935年（昭和10年）創刊）を刊行していた中井正一・久野収らは、フランス人民戦線の機関紙『Vendredi（金曜日）』（1935 - 1938）に倣い、新聞の刊行を企画、能勢克男と協議していた。一方、松竹下鴨撮影所の大部屋俳優・斎藤雷太郎が刊行していたミニコミ紙『京都スタヂオ通信』は書き手不足に悩んでいた。この両者が話し合った結果、『スタヂオ通信』を中井らが継承し隔週紙を新たに刊行することとなったのである。この新聞は先述の『金曜日』にちなみ『土曜日』と命名された。
1936年（昭和11年）7月4日の創刊号は『スタヂオ通信』の号数を引き継ぎ第12号となっている。創刊号には、標題「憩いと想いの午后」、伊谷賢蔵の表紙絵、中井正一（発表時は無記名）による巻頭言「花は鐵路の盛り土の上にも咲く」が掲げられ、2,000部が刊行された。能勢克男と林要が編集委員となり、斎藤が事務局として経営を担当したほか、中井・新村猛・禰津正志・武谷三男・辻部政太郎・清水光・市村恵吾ら『世界文化』の同人が常連の執筆者として協力した。また岡田正三、上野伊三郎、加納竜去、熊澤復六、栗本勤、住谷悦治、竹中一雄、谷口善太郎、長廣敏雄、西谷宗雄、梯秀明、堀内カツ子、真下信一、森本文雄、米田三治、和田洋一のほか、第34号のアメリカ映画「失はれた地平線」特集号では若き日の淀川長治も執筆に加わった。内容は政治欄・海外情報欄に始まり、文化欄・映画欄・ヴォーグ欄・漫才落語欄まで幅広い内容をカバーし、特に中井正一（日本におけるカルチュラル・スタディーズの先駆者とされる）らの意向もあって、大衆文化に関する批評に大きく紙面を割いていた。
『土曜日』の配布網は事務局の所在する京都を中心に京阪神地域に限定されていた。しかし、斎藤のアイデアで現在の喫茶店の源流である新興喫茶において販売してもらい、売上金の一部を喫茶店に支払うという当時としては画期的な販売法を取ったことから、次第に売り上げを伸ばして、最大8,000部、平均でも4,000部まで刊行を増やした。さらに遠隔地から郵便切手による購読申し込みも増えたため、経営は黒字となった。フランソア喫茶室、築地などの喫茶店のほか、よーじや化粧品店、藤井大丸百貨店などがたびたび広告を掲載している。
中井と能勢は将来的には全紙面を投書で埋め、編集委員が編集だけを担当する文化新聞にしたいという構想を持ち、紙面の過半が投書で構成されるようになる。しかし、『土曜日』および『世界文化』は創刊当初から京都府警察部特高課の監視対象となっていた。本紙がコミンテルンの人民戦線戦術につながる運動と見なした特高課は、1937年（昭和12年）11月8日、斉藤、中井、新村、真下、谷口を治安維持法違反容疑で検挙し、『土曜日』は第44号をもって廃刊を余儀なくされた。翌1938年（昭和13年）にかけて関係者全員が検挙され（京都人民戦線事件）、関係者は半年から2年にわたり拘置・収監された。